# Juegos Paralímpicos de Toronto 1976
Los Juegos Paralímpicos de Toronto 1976 fueron los quintos Juegos Paralímpicos de Verano y se celebraron en Toronto (Canadá) entre el 3 y el 11 de agosto de 1976.

## Deportes
Trece deportes estuvieron en el programa olímpico oficial para estos Juegos.
| - Atletismo - Baloncesto en silla de ruedas - Bolos sobre hierba - Dartchery - Esgrima en silla de ruedas - Golbol - Halterofilia - Natación - Snooker - Tenis de mesa - Tiro - Tiro con arco - Voleibol |

## Delegaciones participantes
Un total de 41 países participaron en esta edición de las Paralimpiadas.
| - Alemania Occidental (FRG) - Argentina (ARG) - Australia (AUS) - Austria (AUT) - Bahamas (BAH) - Bélgica (BEL) - Birmania (MYA) - Brasil (BRA) - Canadá (CAN) - Colombia (COL) - Corea del Sur (KOR) - Dinamarca (DEN) - Ecuador (ECU) - Egipto (EGY) | - España (ESP) - Estados Unidos (USA) - Etiopía (ETH) - Finlandia (FIN) - Fiyi (FIJ) - Francia (FRA) - Grecia (GRE) - Guatemala (GUA) - Hong Kong (HKG) - Hungría (HUN) - Indonesia (INA) - Irlanda (IRL) - Israel (ISR) - Italia (ITA) | - Japón (JPN) - Luxemburgo (LUX) - México (MEX) - Nueva Zelanda (NZL) - Noruega (NOR) - Países Bajos (NED) - Perú (PER) - Polonia (POL) - Reino Unido (GBR) - Sudáfrica (RSA) - Suecia (SWE) - Suiza (SUI) - Uganda (UGA) |

## Medallero
País organizador
| Núm. | País                      | Oro | Plata | Bronce | Total |
| ---- | ------------------------- | --- | ----- | ------ | ----- |
| 1    | Estados Unidos (USA)      | 66  | 44    | 45     | 155   |
| 2    | Países Bajos (NED)        | 45  | 25    | 14     | 84    |
| 3    | Israel (ISR)              | 40  | 13    | 16     | 69    |
| 4    | Alemania Occidental (FRG) | 37  | 34    | 26     | 97    |
| 5    | Reino Unido (GBR)         | 29  | 29    | 36     | 94    |
| 6    | Canadá (CAN)              | 25  | 26    | 26     | 77    |
| 7    | Polonia (POL)             | 24  | 17    | 12     | 53    |
| 8    | Francia (FRA)             | 23  | 21    | 14     | 58    |
| 9    | Suecia (SWE)              | 22  | 27    | 24     | 73    |
| 10   | Austria (AUT)             | 17  | 16    | 17     | 50    |